# 1895 dans les parcs de loisirs
| Années des parcs de loisirs : 1892 - 1893 - 1894 - 1895 - 1896 - 1897 - 1898    |
| Décennies des parcs de loisirs : 1860 - 1870 - 1880 - 1890 - 1900 - 1910 - 1920 |

## Les parcs d'attractions

### Ouverture
- Electric Park à Eau Claire ( États-Unis)
- Euclid Beach Park ( États-Unis)
- Lunds Tivoli[Où ?]
- Olentangy Park (en) ( États-Unis)
- Sea Lion Park ( États-Unis)

## Les attractions

### Montagnes russes
| Nom de l'attraction | Type                     | Constructeur      | Parc          | Pays       |
| ------------------- | ------------------------ | ----------------- | ------------- | ---------- |
| Flip Flap Railway   | Montagnes russes en bois | Lina Beecher (en) | Sea Lion Park | États-Unis |

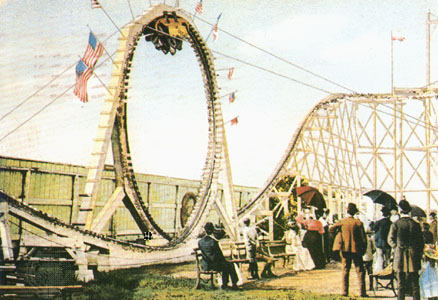
Flip Flap Railway à Sea Lion Park

### Autres attractions
| Nom de l'attraction | Type     | Constructeur | Parc          | Pays       |
| ------------------- | -------- | ------------ | ------------- | ---------- |
| Old Mill Ride       | Old Mill | Paul Boyton  | Sea Lion Park | États-Unis |